# IPlanet
iPlanet és un conjunt de productes de comerç electrònic desenvolupats en aliança per Sun Microsystems i Netscape Communications Corporation.